# Richard Francis-Bruce
Richard Leslie Francis-Bruce (Sydney, 10 dicembre 1948) è un montatore australiano.

## Filmografia

### Cinema
- Goodbye Paradise, regia di Carl Schultz (1982)
- Careful, He Might Hear You, regia di Carl Schultz (1983)
- Mad Max oltre la sfera del tuono (Mad Max Beyond Thunderdome), regia di George Miller e George Ogilvie (1985)
- Short Changed, regia di George Ogilvie (1986)
- Bullseye, regia di Carl Schultz (1987)
- Le streghe di Eastwick (The Witches of Eastwick), regia di George Miller (1987)
- Ore 10: calma piatta (Dead Calm), regia di Phillip Noyce (1989)
- Giochi di morte (The Blood of Heroes), regia di David Webb Peoples (1989)
- Cadillac Man - Mister occasionissima (Cadillac Man), regia di Roger Donaldson (1990)
- Cuori incrociati (Crooked Hearts), regia di Michael Bortman (1991)
- L'olio di Lorenzo (Lorenzo's Oil), regia di George Miller (1992)
- Silver, regia di Phillip Noyce (1993)
- Le ali della libertà (The Shawshank Redemption), regia di Frank Darabont (1994)
- Ciao Julia, sono Kevin (Speechless), regia di Ron Underwood (1994)
- Seven, regia di David Fincher (1995)
- The Rock, regia di Michael Bay (1996)
- Air Force One, regia di Wolfgang Petersen (1997)
- Instinct - Istinto primordiale (Instinct), regia di Jon Turteltaub (1999)
- Il miglio verde (The Green Mile), regia di Frank Darabont (1999)
- La tempesta perfetta (The Perfect Storm), regia di Wolfgang Petersen
- Harry Potter e la pietra filosofale (Harry Potter and the Philosopher's Stone), regia di Chris Columbus (2001)
- The Italian Job, regia di F. Gary Gray (2003)
- The Forgotten, regia di Joseph Ruben (2004)
- Ghost Rider, regia di Mark Steven Johnson (2007)
- David & Fatima, regia di Alain Zaloum (2008)
- Repo Men, regia di Miguel Sapochnik (2010)
- Killers, regia di Robert Luketic (2010)
- Main St. - L'uomo del futuro (Main Street), regia di John Doyle (2010)
- Cristiada, regia di Dean Wright (2012)
- Oblivion, regia di Joseph Kosinski (2013)
- Divergent, regia di Neil Burger (2014)
- Truth - Il prezzo della verità (Truth), regia di James Vanderbilt (2015)
- Ben-Hur, regia di Timur Bekmambetov (2016)
- Cinquanta sbavature di nero (Fifty Shades Darker), regia di James Foley (2017)
- Cinquanta sfumature di rosso (Fifty Shades Freed), regia di James Foley (2018)

### Televisione
- Lindsay's Boy, regia di Frank Arnold - film TV (1974)
- They Don't Clap Losers, regia do John Power - film TV (1975)
- The Outsiders - serie TV, episodio 1x01 (1976)
- Because He's My Friend, regia di Ralph Nelson - film TV (1978)
- Puzzle, regia di Gordon Hessler - film TV (1978)
- Golden Soak - miniserie TV, 6 episodi (1979)
- The Timeless Land - miniserie TV, 2 episodi (1980)
- Levkas Man - miniserie TV, 6 episodi (1981)
- The Dismissal - serie TV, 3 episodi (1983)
- Bodyline - miniserie TV, 6 episodi (1984)
- Barracuda, regia di Pino Amenta - film TV (1988)
- A Dangerous Life - miniserie TV, 2 episodi (1988)
- Nightmare Cafe - serie TV, episodio 1x01 (1992)
- Una di troppo (The NIghtman), regia di Charles Haid (1992)
- Path to War - L'altro Vietnam (Path to War), regia di John Frankenheimer - film TV (2002)

## Riconoscimenti

### Premio Oscar
- 1995 - Candidatura al miglior montaggio per Le ali della libertà
- 1996 - Candidatura al miglior montaggio per Seven
- 1998 - Candidatura al miglior montaggio per Air Force One

### Satellite Award
- 1998 - Candidatura al miglior montaggio per Air Force One
- 2002 - Candidatura al miglior montaggio per Harry Potter e la pietra filosofale